# Daniel Smarzaro
Daniel Smarzaro, né le 9 octobre 1997 à Borgo Valsugana (Trentin-Haut-Adige), est un coureur cycliste italien.

## Biographie
Daniel Smarzaro se consacre d'abord au cyclo-cross. Dans cette discipline, il obtient divers podiums lors des Championnats d'Italie juniors (moins de 19 ans) et espoirs (moins de 23 ans). 
Lors de la saison 2018, il obtient ses premiers résultats notables sur route en terminant sixième de la Ruota d'Oro et dixième du Trofeo Alcide Degasperi. En 2019, il s'impose notamment sur le Trophée de la ville de Brescia et finit quatrième du Trofeo Piva, cinquième du Giro del Belvedere, sixième du Gran Premio Palio del Recioto ou encore huitième du Trofeo Alcide Degasperi. Il est également sélectionné en équipe d'Italie espoirs pour diverses manches de la Coupe des NaTions U23.
En 2020, il est conservé par sa formation General Store-Essegibi-F.lli Curia, qui devient une équipe continentale. Dans une saison perturbée par la pandémie de Covid-19, il remporte une course du calendrier national italien, mais n'obtient pas de résultats notables au niveau UCI. En 2021, il intègre la formation D'Amico-UM Tools. Deuxième d'une étape du Tour de Roumanie, ou encore troisième Grand Prix Slovenian Istria, il ne parvient toutefois pas à décrocher un contrat professionnel. Il décide alors de mettre un terme à sa carrière cycliste pour devenir maçon,.

## Palmarès sur route

### Par année
- 2019
  - Grand Prix San Giuseppe
  - Trophée de la ville de Brescia
  - 3e des Strade Bianche di Romagna
  - 3e de la Medaglia d'Oro Frare De Nardi
  - 3e du Trophée Learco Guerra
  - 3e de la Coppa Cicogna
  - 3e du Grand Prix Santa Rita
  - 3e du championnat d'Italie du contre-la-montre par équipes espoirs
- 2020
  - Coppa Città di San Daniele
  - 2e du Trofeo Comitati Del Valdarno
  - 2e de Turin-Bielle
- 2021
  - 3e du Grand Prix Slovenian Istria

### Classements mondiaux
| Année                                 | 2018  | 2019 | 2020  | 2021  |
| ------------------------------------- | ----- | ---- | ----- | ----- |
| Classement mondial                    | 2305e | 945e | 1701e | 1607e |
| UCI Europe Tour                       | 1542e | 681e | 1261e | 1134e |
|                                       |       |      |       |       |
| Légende : nc = non classéSource : UCI |       |      |       |       |

## Palmarès en cyclo-cross
- 2014-2015
  - 3e du championnat d'Italie de cyclo-cross juniors
- 2015-2016
  - 3e du championnat d'Italie de cyclo-cross espoirs
- 2016-2017
  - 2e du championnat d'Italie de cyclo-cross espoirs
- 2017-2018
  - Trofeo Triveneto
  - 3e du championnat d'Italie de cyclo-cross espoirs